# 台糖鹿港車站
台糖鹿港車站是位於臺灣彰化縣鹿港鎮的台灣糖業鐵路車站，曾有員林線、員西線、鹿港線（明治線）、鹿港線（新高線）行經此車站。

## 歷史
1919年，明治製糖株式會社設置鹿港車站，鹿港線列車則在鹿港驛進行五分車的鐵軌切換。